# Arcturus
Arcturus (α Boo) este cea mai luminoasă stea din constelația Boarului și a treia ca luminozitate de pe cer, după Sirius și Canopus. Numele înseamnă „gardian al Ursul“ și provine din legendele grecești. 
Este o stea de tipul "gigantica roșie" la sfârșitul vieții. Este de 25 ori mai mare decât Soarele și se găsește la o distanță de 36,7 ani lumină față de Soare.  Viteza de mișcare și abundența elementelor grele sugerează că steaua provine dintr-o fostă mică galaxie care s-a ciocnit și a fuzionat cu Calea Lactee acum 5-8 miliarde de ani. 
Coordonate:  14h 15m 39.7s, +19° 10′ 56″